# Terremoto di Zagabria del 2020
Il terremoto di Zagabria del 2020 è un evento sismico costituito da due scosse maggiori seguite da altre scosse minori. L'epicentro è stato localizzato a nordovest da Zagabria ma è stato avvertito in molte zone dell'area balcanica e in molte zone del Friuli-Venezia Giulia, Veneto e delle Marche. La prima scossa di terremoto viene registrata alle 6:24:03 (5:24:03 UTC) del 22 marzo 2020 a 4 km nordovest da Zagabria con una magnitudo 5,5. La seconda scossa di terremoto viene registrata alle 7:01:20 (6:01:20 UTC) dello stesso giorno a 7 km nord da Zagabria con una magnitudo 4,9.
Nelle successive due settimane (fino al 5 aprile 2020) nella stessa zona si sono registrati altre 125 scosse di magnitudo uguale o maggiore a 1,3. Sette scosse di queste 125 avevano una magnitudo compresa tra 3,0 e 4,0 su scala Richter. 31 scosse avevano una magnitudo compresa tra 2,0 e 3,0 e le restanti 86 avevano una magnitudo compresa tra 1,3 e 2,0.
Dal 22 al 26 marzo sono state registrate 107 scosse tra cui 7 scosse maggiori o uguali di magnitudo 3,0 mentre le altre sono comprese tra magnitudo 1,3 e 3,0.
La intensità in scala Mercalli della prima scossa è di VII su una scala da 1 a 12.

## Danni alle strutture
Le forti scosse hanno causato danni ingenti in molte zone della Croazia e della Slovenia. La cattedrale di Zagabria è stata danneggiata: una guglia è parzialmente crollata che è caduta sulla sede arcivescovile. Nella stessa cattedrale è scoppiato anche un incendio che, però, è stato subito domato. Sono stati danneggiati molti palazzi e sono state distrutte diverse automobili.
26.197 edifici hanno subito danni, 1.900 dei quali inutilizzabili. Alcuni quartieri furono lasciati senza elettricità calore e in alcune aree senza internet. Il terremoto ha causato diversi incendi.
La centrale nucleare di Krško, situata a 30 km dall'epicentro, non ha subito danni e conferma il suo corretto funzionamento.

## Vittime
Diciassette persone sono state ferite il 22 marzo, con una ragazza di 15 anni in condizioni critiche. Tre persone sono rimaste ferite nella regione di Krapina e dello Zagorje, 11 a Zagabria e tre nella regione stessa. Il giorno successivo sono stati segnalati altri dieci feriti, per un totale di 27 feriti.
Il 27 marzo un operaio edile cadde a morte da un edificio mentre stava riparando i danni del terremoto.

## Le scosse successive
| Data ed ora             | Magnitudo |
| 22 marzo - 6:24         | 5,1       |
| 22 marzo - 6:32         | 3,0       |
| 22 marzo - 6:35         | 3,0       |
| 22 marzo - 7:01         | 4,9       |
| 22 marzo - 7:41         | 3,4       |
| 22 marzo - 9:04         | 3,0       |
| 22 marzo - 10:11        | 3,0       |
| 23 Marzo - 11:12        | 3,3       |
| 24 marzo - 20:53        | 3,2       |
| Tra il 22/03 e il 05/03 | 2,0 - 3,0 |
| Tra il 22/03 e il 05/03 | 1,3 - 2,0 |
| 4 aprile - 18:00        | 1,1       |

Una scossa di terremoto di magnituto 3,4 è stata registrata alle 18:16:09 (ora italiana) del 3 aprile 2020 a 12 km ovest da Longatico in Slovenia (35 km da Gorizia, 37 km da Trieste). La scossa è stata avvertita da poche persone nelle aree Orientali del Friuli-Venezia Giulia.

## Aiuti internazionali
Otto stati europei hanno offerto assistenza alla Croazia dopo il sisma:
- Austria: ha inviato 100 tende invernali per cinque persone, 100 kit di illuminazione per tende, 800 letti da campo e 200 sacchi a pelo;
- Bosnia ed Erzegovina: il governo del cantone Erzegovina ha donato 100.000 KM (51 129 € - 390.185,37 kn)[8];
- Francia: ha inviato 3 tende per dieci persone, 120 letti e 120 sacchi a pelo;
- Italia: ha inviato 26 tende auto gonfianti;
- Lituania: ha inviato 21 tende per otto persone, 21 stufe elettriche, 200 sacchi a pelo e 200 letti da campo;
- Montenegro: ha inviato 30 tende per quattro persone, 200 stufe elettriche, 250 sacchi a pelo e 200 coperte; la città di Cattaro ha donato 5 000 €;
- Slovenia: ha inviato 60 letti da campo, 60 sacchi a pelo, 20 stufe elettriche e 10 tende invernali per otto persone;
- Ungheria: ha inviato 200 letti da campo.

L'Unione europea ha fornito assistenza nella mappatura delle aree colpite attivando il progetto Copernicus.